# 珠雕钟螺
珠雕钟螺（学名：Euchelus instrictus），是原始腹足目钟螺科Euchelus属的一种。主要分布于台湾，常栖息在潮间带至潮下带上部，珊瑚礁海域岩砾下。